# Georg Hamberger (Mediziner)

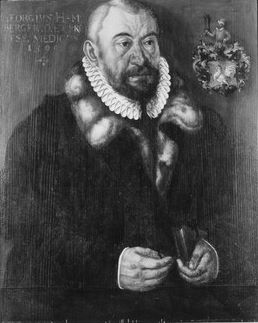
Georg Hamberger auf einem 1649 von Johann Weidner gemalten Porträt in der Tübinger Professorengalerie

Georg Hamberger (* 29. Januar 1536 in Dinkelsbühl; † 23. Juli 1599 in Tübingen) war ein deutscher Arzt, Professor und mehrfacher Rektor an der Universität Tübingen.

## Leben
Georg Hamberger promovierte zum Dr. med. und war 1568 bis 1599 ordentlicher Professor der Medizin an der Universität Tübingen. Er war ein Schwiegersohn des Urban Vedtscher, des Konstanzer Pflegers in Esslingen. Er wurde Arzt in Rothenburg ob der Tauber. Außerdem war er Superintendent des Ficklerschen Stipendiums. 1575/76, 1580, 1584/85, 1587/88, 1590/91, 1593/94 und 1598/99 war er Rektor der Universität Tübingen. Sein Porträt hängt in der Tübinger Professorengalerie.